# Prix Hansel-Mieth
Le prix Hansel-Mieth, dont le nom commémore la photographe allemande Hansel Mieth (de), récompense annuellement, depuis 1998, un reportage de photojournalisme publié dans la presse allemande.

## Liste des lauréats
- 1998 : Kai Wiedenhöfer (photo), Stefanie Rosenkranz (texte)
- 1999 : Andreas Herzau (photo), Nicol Ljubic (texte)
- 2000 : Vincent Kohlbecher (photo), Antje Potthoff (texte)
- 2001 : Matthias Jung (photo), Uwe Buse (texte)
- 2002 : Paolo Pellegrin (photo), Petra Reski (texte)
- 2003 : Walter Schels (photo), Beate Lakotta (texte)
- 2004 : Dirk Eisermann (photo), Christian Schüle (texte)
- 2005 : Francesco Zizola (photo), Von Dimitri Ladischensky (texte)
- 2006 : Non attribué
- 2007 : Hienz Heiss (photo), Christine Keck (texte)
- 2008 : Daniel Rosenthal (photo), Wolfgang Bauer (texte)
- 2009 : ex æquo Luca Zanetti (photo), Roland Schulz (texte) et Cira Moro (photo), Stefan Scheytt (texte)
- 2010 : Marcus Bleasdale (photo), Andrea Böhm (texte)
- 2011 : David Gillanders (photo), Susanne Krieg (texte)
- 2012 : Monika Fischer et Mathias Braschler (photo), Cornelia Fuchs et Uli Rauss (texte)
- 2013 : Seamus Murphy (photo), Jan Christoph Wiechmann (texte)
- 2014 : Takis Würger, Armin Smailovic
- 2015 : Patrick Bauer, Andy Kania
- 2016 : Navid Kermani, Moises Saman
- 2017 : Daniel Etter